# 金色底鱂
金色底鱂，為輻鰭魚綱鯉齒目鯉齒亞目底鱂科的其中一種，為亞熱帶淡水魚，分布於美國南卡羅萊納州Santee河至德州Trinity河流域，體長可達8.5公分，棲息在植被生長的溪流洄水區、沼澤，生活習性不明，可做為觀賞魚。

## 擴展閱讀
維基物種上的相關：金色底鱂